# Айме Мяеметс
Айме Мяеметс (ест. Aime Mäemets; 29 вересня 1930 — 17 липня 1996, Тарту) — естонський та радянський гідробіолог.

## Біографія
Навчалася у Тартуському університеті по специальности «біологія», завершила навчання у 1954 році. З 1961 до 1996 року була науковим співробітником Інституту зоології та ботаніки Академії наук Естонської РСР (згодом Академії наук Естонії). Відома дослідженнями макрофлори та бактерій в озерах, в основному в Чудсько-Псковському озері та численних озерах Естонії. Наукові праці були опубліковані у журналах «Флора Эстонии» та «Флора Европейской территории СССР». Айме Мяеметс також досліджувала макрофіти та рдесникові.

## Наукові праці
- Мяэметс, А. А. О численности бактерий в воде Псковско-Чудского озе ра. — С рис. Гидробиол. исследования, 4, 1966, с. 43—48.
- Мяэметс А., Райтвийр А. Классификация озер при помощи многокритериального анализа // Основы биопродуктивности внутренних водоемов Прибалтики. — Вильнюс, 1975, с. 159—163.
- Флора Балтийских республик. 2 : сводка сосудистых растений = Flora of the Baltic countries: compendium of vascular plants / [М. Абакумова, Л. Вильясоо, Н. Ингерпуу… и др.] ; редакторы В. Кууск, Л. Табака, Р. Янкявичене ; Академия наук Эстонии, Институт зоологии и ботаники, Академия наук Латвии, Институт биологии, Институт ботаники Литвы. Тарту, 1996.
- Kõrgem taimestik. — Võrtsjärv (1973)
- Antropogeense eutrofeerumise mõju eri tüüpi järvede suurtaimestikule (makrofloorale). — Eesti NSV järvede nüüdisseisund (1982)
- Sugukond penikeelelised — Potamogetonaceae Dumort. — Eesti NSV floora 9, 1984
- Ohustatud ja haruldaste veetaimede olukord Eesti järvedes. — Taimeriigi kaitsest Eesti NSV-s (1988)
- Suurtaimed: [Peipsi järves] (1999, koos Helle Mäemetsaga)